# Volo Atlantic Southeast Airlines 2311
Il volo Atlantic Southeast Airlines 2311 era un volo per pendolari regolarmente programmato dall'Aeroporto Internazionale di Atlanta-Hartsfield-Jackson di Atlanta al Glynco Jetport (da allora ribattezzato Aeroporto di Brunswick-Golden Isles) a Brunswick, Georgia, il 5 aprile 1991. Il volo, operato da un doppio turboelica Embraer EMB 120 Brasilia, si schiantò appena a nord di Brunswick mentre si avvicinava all'aeroporto per l'atterraggio. Tutte le 23 persone a bordo dell'aereo rimasero uccise, compresi passeggeri importanti come l'astronauta della NASA Sonny Carter e l'ex senatore degli Stati Uniti John Tower. Quattro anni dopo un altro Embraer Brasilia dell'ASA si schiantò nella campagna della Georgia in circostanze simili, con nove vittime.

## Il velivolo e i piloti
L'aereo coinvolto nell'incidente era un Embraer EMB 120 (numero di registrazione N270AS), prodotto in data 30 novembre 1990. Era dotato di due motori PW-118 della Pratt & Whitney ed eliche 14RF-9 della Hamilton Standard. L'aereo ricevette il certificato di aeronavigabilità standard degli Stati Uniti il 20 dicembre 1990. L'aereo aveva accumulato circa 816 ore di volo e 845 cicli di decollo/atterraggio prima dell'incidente. Nei registri di manutenzione è stato annotato come unico elemento di manutenzione differita la fuoriuscita di carburante dalla cappottatura dell'unità di alimentazione ausiliaria. L'interruttore automatico per l'APU era stato tirato mentre i pezzi di ricambio potevano essere resi disponibili per riparare la carenatura. Poiché all'epoca non erano necessari, l'aereo non disponeva di un registratore di suoni in cabina di pilotaggio o di un registratore di dati di volo.
Il comandante Mark Friedline, 34 anni, era stato assunto dalla Atlantic Southeast Airlines nel maggio 1981. Era pienamente qualificato per pilotare tre diversi aerei commerciali, tra cui l'EMB-120. Si stima che al momento dell'incidente avesse accumulato circa 11.724 ore di volo totali, di cui 5.720 ore nell'EMB-120. Era stato coinvolto nello sviluppo dell'EMB-120 e nella sua introduzione in servizio negli Stati Uniti, ed era stato addestrato per pilotare l'aereo dal produttore. Un ispettore ha descritto la sua conoscenza dei sistemi aeronautici "ampia" e le sue tecniche di pilotaggio come "eccellenti". Il primo ufficiale Hank Johnston, 36 anni, fu assunto dalla Atlantic Southeast Airlines nel giugno 1988. Era un istruttore di volo qualificato. Poiché erano trascorsi più di 6 mesi da quando si era sottoposto a un'ispezione medica della FAA e gli era stato rilasciato un certificato di prima classe, il suo certificato di prima classe tornò automaticamente ad essere di seconda classe. Una certificazione di seconda classe era adeguata per i suoi doveri di primo ufficiale. Al momento dell'incidente è stato stimato che avesse accumulato circa 3.925 ore di volo totali, di cui 2.795 ore nell'EMB-120.

## L'incidente
La mattina dell'incidente, il capitano e il primo ufficiale sono arrivati all'aeroporto regionale di Dothan in taxi verso le 06:15 EST. Il tassista riferì che l'equipaggio era di buon umore e prontamente impegnato in una conversazione. L'equipaggio è volato prima ad Atlanta, poi ha effettuato un viaggio di andata e ritorno a Montgomery, in Alabama, prima di tornare ad Atlanta. Dopo questo viaggio di andata e ritorno, l'equipaggio ha avuto una pausa programmata di circa due ore e mezza, durante la quale è stato descritto come ben riposato e loquace.
Il volo 2311 inizialmente doveva essere operato da N228AS, un altro EMB-120. Tuttavia, questo aereo stava avendo dei problemi meccanici, quindi il volo passa all'N270AS. Questo aereo aveva già volato quattro volte il giorno dell'incidente senza che ci fossero problemi. Il volo 2311 partì da Atlanta alle 13:47, 23 minuti in ritardo rispetto all'orario.
L'Embraer devia leggermente nel suo percorso di volo verso Brunswick per evitare il maltempo. Subito dopo le 14:48 i piloti comunicano al centro di controllo del traffico della rotta aerea di Jacksonville che l'aeroporto era in vista, e il volo 2311 viene successivamente autorizzato per un avvicinamento a vista al Glynco Jetport, confermato dall'equipaggio.
L'ultima trasmissione ricevuta dal volo 2311 è stata passata al responsabile ASA in aeroporto, il quale ha riferito che il volo ha effettuato una “chiamata in range” sulla radiofrequenza aziendale e che il pilota non ha dato indicazioni che il volo avesse problemi meccanici. Alcuni testimoni hanno riferito di aver visto l'aereo avvicinarsi all'aeroporto in condizioni meteorologiche visive ad un'altitudine molto inferiore al normale. Diversi testimoni stimarono che l'aereo li sorvolasse a un'altitudine compresa tra 100 e 200 piedi dal suolo.
Secondo la maggior parte dei testimoni interrogati, l'aereo è improvvisamente rollato a sinistra fino a quando le ali non sono state perpendicolari al suolo. L'aereo è quindi disceso a muso in giù ed è scomparso alla vista dietro gli alberi vicino all'aeroporto. Un testimone ha riferito agli investigatori di aver visto uno sbuffo di fumo emanare dall'Embraer prima o dopo che rollasse a sinistra. Altri hanno riportato forti rumori del motore descritti come uno stridio, un lamento o un motore che accelera o va troppo veloce durante gli ultimi momenti del volo, sebbene abbiano affermato che questi rumori sembravano essersi fermati, o almeno svaniti prima dell'impatto dell'aereo con il terreno pianeggiante a due miglia dalla pista.
Uno dei testimoni dell'NTSB, un pilota che guidava su una strada a sud-ovest dell'aeroporto disse agli investigatori di aver visto l'aereo in volo normale ad altitudini normali e che non gli sembrava che l'avvicinamento fosse strano. L'aereo completò una virata di 180 gradi dal lato sottovento dell'avvicinamento, continuando a virare. Poi vide l'aereo beccheggiare leggermente, prima di rollare a sinistra finché le ali non furono verticali. L'aereo girò il muso verso il basso schiantandosi al suolo. Non vide fuoco o fumo durante il volo e credeva che entrambe le eliche stessero girando.

## L'indagine

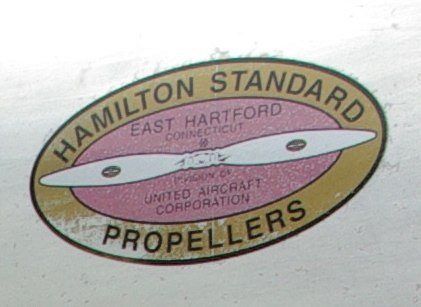
Il logo dell'Hamilton Standard, produttrice dell'unità di controllo dell'elica difettosa.

Un'indagine condotta dal National Transportation Safety Board ha inizialmente stabilito che un malfunzionamento delle superfici di controllo del volo, incluso un timone o alettoni rigidi o flap asimmetrici, non poteva aver causato l'incidente, dopo che vari piloti nel simulatore erano riusciti comunque a tenere sotto controllo l'aereo. Anche il guasto del motore è stato escluso da un'ispezione dettagliata dei due motori. Gli investigatori hanno scoperto che le "circostanze di questo incidente indicano che una grave condizione di spinta asimmetrica ha causato un rollio a sinistra che ha portato alla perdita del controllo dell'aereo. L'indagine del Safety Board ha esaminato tutti i possibili eventi che avrebbero potuto causare la perdita del controllo. Gli esami del propulsore e dell'elica hanno indicato che i motori funzionavano normalmente, ma che si è verificato un malfunzionamento del sistema dell'elica" che ha permesso agli angoli dell'elica sinistra di essere orientati quasi perpendicolari alla direzione di volo, con conseguente spinta insufficiente e maggiore resistenza sul lato sinistro.
L'NTSB ha condotto un volo di prova su un EMB-120 con il meccanismo di controllo dell'elica del motore sinistro impostato su una condizione meccanica simile, ma bloccando le pale dell'elica dal muoversi al di sotto dei 22 gradi per non mettere in pericolo l'equipaggio di volo. Si è scoperto che l'equipaggio non sarebbe stato in grado di percepire alcun problema con l'aereo fino a quando l'angolo della pala dell'elica non fosse compreso tra 24 e 26 gradi. Hanno affermato che l'aereo sarebbe diventato "molto difficile da controllare dopo che l'elica ha raggiunto un angolo di 22 gradi. Pertanto, è molto probabile che i piloti del volo 2311 non abbiano notato un problema con l'aereo fino a quando l'elica non ha iniziato a superare la velocità e il controllo del rollio è stato influenzato." Pertanto, l'equipaggio di volo non avrebbe potuto dichiarare un'emergenza poiché l'evento è stato troppo improvviso. Le pale dell'elica del motore sinistro dell'aereo precipitato andarono a 3 gradi invece dei 79,2 gradi impostati per la virata.
Il rapporto finale dell'NTSB, pur riconoscendo che la pratica dell'Atlantic Southeast di sovraccaricare di lavoro i piloti (è stato stimato che i piloti dormivano solo 5-6 ore di sonno in violazione dei FAR) non ha avuto alcun ruolo diretto nell'incidente, ha comunque sollevato preoccupazioni sul fatto che la compagnia aerea, insieme con altre compagnie aeree regionali, "ha programmato periodi di riposo ridotti per circa il 60% degli scali nelle sue operazioni quotidiane. Il Safety Board ritiene che questa pratica non sia coerente con il livello di sicurezza previsto dalle normative, che è quello di consentire periodi di riposo ridotti come contingenza a un'interruzione del programma e ha il potenziale di influenzare negativamente la forma fisica e le prestazioni del pilota".

### Causa probabile
Il 28 aprile 1992 l'NTSB ha pubblicato il suo rapporto finale sull'incidente, inclusa la determinazione della causa dell'incidente: 

## Nella cultura di massa
L'incidente è stato oggetto di un episodio della quindicesima stagione della serie Indagini ad alta quota in onda su National Geographic Channel. L'episodio, intitolato "Scontro in volo", è andato in onda per la prima volta nel gennaio 2016.